# Томаш (приток Кихти)

Томаш — река в России, протекает в Усть-Кубинском районе Вологодской области. Устье реки находится в 42 км по левому берегу реки Кихть. Длина реки составляет 20 км.
Исток Томаша находится в заболоченном лесу севернее нежилой деревни Елюниха и в 8 км к северо-востоку от деревни Королиха (центр Томашского сельсовета). Река течёт на юго-запад, в верхнем и нижнем течении не населена, в среднем течении протекает несколько деревень Заднесельского сельского поселения: Ивановское, Лысухино, Желудково, Помазиха, Курьяниха, Королиха, Крюково, Кузьминское. Впадает в Кихть в 9 км к северо-западу от села Заднее.

## Данные водного реестра
По данным государственного водного реестра России относится к Двинско-Печорскому бассейновому округу, водохозяйственный участок реки — озеро Кубенское и реки Сухона от истока до Кубенского гидроузла, речной подбассейн реки — Сухона. Речной бассейн реки — Северная Двина.
По данным геоинформационной системы водохозяйственного районирования территории РФ, подготовленной Федеральным агентством водных ресурсов:
- Код водного объекта в государственном водном реестре — 03020100112103000006204
- Код по гидрологической изученности (ГИ) — 103000620
- Код бассейна — 03.02.01.001
- Номер тома по ГИ — 03
- Выпуск по ГИ — 0